# AEG C.VIII
AEG C.VIII – prototyp niemieckiego dwuosobowego samolotu rozpoznawczego z okresu I wojny światowej. Konstrukcję oparto na udanym samolocie AEG C.IV, wprowadzając do niej kilka poprawek i modyfikacji. Zachowano pierwotny silnik Mercedes D.III, jednak zmniejszono wymiary samolotu (np. C.VIII miał rozpiętość mniejszą od C.IV aż o cztery metry), dzięki czemu wzrosła prędkość maksymalna, ze 158 do 170 km/h. Przekonstruowano poza tym skrzydła, zmieniono usterzenie oraz w miejsce kolektora wydechowego z rurą odprowadzającą spaliny nad górny płat wprowadzono kolektory z boków kadłuba.
Ponieważ wprowadzone zmiany nie doprowadziły do wyraźnego poprawienia osiągów samolotu, z dalszych prac nad C.VIII zrezygnowano.